# Armin Babić
Armin Babić (* 1985) ist ein ehemaliger bosnisch-herzegowinischer Naturbahnrodler. Er startete während zweier Saisonen im Weltcup und nahm an der Europameisterschaft 2004 teil.

## Karriere
Nachdem Babić bereits im Interkontinentalcup gestartet war, nahm er Ende Januar/Anfang Februar 2004 an der Juniorenweltmeisterschaft in Kindberg teil. Dort kam er im Einsitzer allerdings nur als 35. und Letzter ins Ziel. Eine Woche später startete er bei der Europameisterschaft in Hüttau, wo er im Einsitzer den 42. Platz unter 45 gewerteten Rodlern belegte. Danach nahm er sowohl im Einsitzer als auch zusammen mit Kenan Suljagić im Doppelsitzer an den beiden noch ausstehenden Weltcuprennen der Saison 2003/04 teil, konnte sich aber in allen Rennen nur im Schlussfeld platzieren. Im Einsitzer-Gesamtweltcup wurde er punktegleich mit dem Kanadier Greg Jones 41., im Doppelsitzer-Gesamtweltcup belegten Babić/Suljagić den 14. Platz. In der folgenden Saison 2004/05 nahm Babić neben einem Interkontinentalcuprennen nur noch am Weltcupfinale in Olang im Einsitzer teil, wo er den 34. Platz unter 40 gewerteten Rodlern erzielte. Ab dem nächsten Winter bestritt er keine internationalen Wettkämpfe mehr.

## Erfolge

### Europameisterschaften
- Hüttau 2004: 42. Einsitzer

### Juniorenweltmeisterschaften
- Kindberg 2004: 35. Einsitzer

### Weltcup
- 2 Top-30-Platzierungen im Einsitzer
- 1 Top-10-Platzierung im Doppelsitzer